# 托南斯莱茹安维尔
托南斯莱茹安维尔（法語：Thonnance-lès-Joinville，法語發音：[tɔnɑ̃s lɛ ʒwɛ̃vil]，意为“茹安维尔附近的托南斯”）是法国上马恩省的一个市镇，位于该省北部，属于圣迪济耶区。

## 地理
托南斯莱茹安维尔（48°27'17"N, 5°10'20"E）面积11.33 平方千米，位于法国大東部大區上马恩省，该省份为法国东北部内陆省份，北起马恩省和默兹省，西接奥布省，西南接科多尔省，东南接上索恩省，东临孚日省。
与托南斯莱茹安维尔接壤的市镇（或旧市镇、城区）包括：大欧蒂尼、茹安维尔、蒙特勒伊叙托南斯、奥讷勒瓦勒、苏珊库尔、韦克维尔。

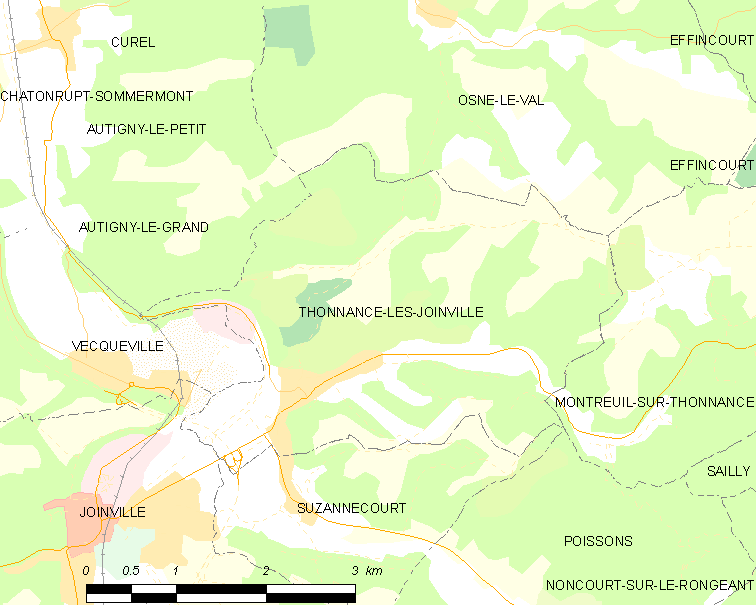
托南斯莱茹安维尔的OSM定位图

托南斯莱茹安维尔的时区为UTC+01:00、UTC+02:00（夏令时）。

## 行政
托南斯莱茹安维尔的邮政编码为52300，INSEE市镇编码为52490。

## 政治
托南斯莱茹安维尔所属的省级选区为茹安维尔县。

## 人口

1962-2008年间托南斯莱茹安维尔人口变化图示

托南斯莱茹安维尔于2022年1月1日时的人口数量为703人。